# Teichbach (Spüligbach)
Der Teichbach ist ein Zufluss des Spüligbaches im südlichen Niedersachsen.

## Name
Frühe urkundliche Bezeichnungen waren Dieke-Beeke im Jahr 1655 und Dieckbach im Jahr 1770.
Der Name bezieht sich auf einen früheren Teich am Fuß der Amtsberge (niederdeutsch dik, Teich).
Der Bezug kommt auch in weiteren Flurnamen der Umgebung wie z. B. Teichklippen zum Ausdruck.

## Verlauf
Der Bach entspringt unweit östlich von Denkiehausen. Dann fließt er zwischen Holzberg und Amtsbergen in westliche Richtung. Dann fließt er zwischen Heukenberg und Amtsberge in südliche Richtung, wobei er die Grenze zwischen Landkreis Holzminden und Landkreis Northeim passiert. Dann mündet er bei Mackensen in den Spüligbach.